# Dernau
Dernau település Németországban, Rajna-vidék-Pfalz tartományban. Lakosainak száma 1389 fő (2023. december 31.).

## Népesség
A település népességének változása:
| Lakosok száma | 1801 | 1723 | 1714 | 1390 | 1312 | 1389 |
|               | 1975 | 2017 | 2019 | 2021 | 2022 | 2023 |